# Nick Walters (Musiker)
Nick Walters (* um 1985) ist ein britischer Jazzmusiker (Trompete, Flügelhorn, Komposition).

## Leben und Wirken
Walters ist in Kent aufgewachsen, wo er im Alter von 10 Jahren angefangen hat, Trompete zu lernen. Sein Lehrer gab ihm eine Kassette mit Musik von Miles Davis, Clifford Brown und Randy Brecker, die er sich immer wieder anhörte. Außerdem ermutigte er ihn schon früh, zu improvisieren und nach dem Gehör zu spielen.
Walters begann seine Karriere Anfang der 2010er-Jahre in der Beats & Pieces Big Band von Ben Cottrell. In den folgenden Jahren spielte er in der Formation Article XI (Live in Newcastle, u. a. mit Sam Andreae, Cath Roberts, Seth Bennett, Johnny Hunter), in Rebecca Nashs Band Atlas und in Dr Butler’s Hatstand Medicine Band. 2019 legte Walters mit seinem mittelformatigen Paradox Ensemble, das er bereits 2013 gegründet hatte, das Album Awakening vor, gefolgt von Implicate Order (2021). In anderen Besetzungen legte er weitere Veröffentlichungen wie Active Imagination, Padmāsana und Singularity vor, an denen u. a. Ed „Tenderlonious“ Cawthorne, Sam Healey, Thibaut Remy und Nim Sadot mitwirkten. Im Bereich des Jazz war er laut Tom Lord zwischen 2011 und 2022 an neun Aufnahmesessions beteiligt, u. a. auch mit dem Peace Flag Ensemble (mit dem Saxophonisten Patrick Shiriochi). Zu seinen gegenwärtigen Projekten gehört das Tentett Paradox Ensemble, die Riot Jazz Band, das Quartett Ruby Rushton und die Afrospot Allstars. Walters lebt in London.
Die vielfältig inspirierte Musik von Nick Walters auf seinen verschiedenen Alben zeigt sein bereits seit langem bestehendes Interesse an östlichen Spielformen, an Themen des West Coast Jazz, an Rhythmen des afrikanischen Kontinents und an nichts weniger als an „dem kosmischen Groove des Universums“, schrieb A.J. Dehany in Jazzwise.

## Diskographische Hinweise
- Active Imagination (22a, 2020) mit Ed Cawthorne, Jeff Guntren, Rebecca Nash, Nim Sadot, Joseph Deenmamode, Max Hallett
- Nick Walters & The Paradox Ensemble: Implicate Order (D.O.T., 2021) mit Richard Foote, Ben Kelly, Ed Cawthorne, Sam Healey, Rebecca Nash, Aidan Shepherd, Anton Hunter, Paul Michael, Kodjovi Kush, Jim Molyneux
- Singularity (D.O.T., 2022)
- Padmasana (D.O.T., 2023)
- Marine Moods (D.O.T., 2023), mit Ed Cawthorne, Rebecca Nash, Nim Sadot, Laurie Lowe, Kodjovi Kush